# SN 2006C
SN 2006C – supernowa typu II odkryta 6 stycznia 2006 roku w galaktyce UGC 7020. W momencie odkrycia miała maksymalną jasność 17,50m.